# دن گیلبرت
دن گیلبرت (انگلیسی: Dan Gilbert؛ زادهٔ ۱۷ ژانویهٔ ۱۹۶۲) کارآفرین و سرمایه‌دار اهل ایالات متحده آمریکا است، که در سال ۱۹۸۵ شرکت کوئیکن لونز را تأسیس کرد.